# Emile van der Borch van Verwolde
Willem Henrik Emile (Emile) baron van der Borch van Verwolde (Gorssel, 17 mei 1910 - Leusden (Leusderheide), 20 juli 1943) was een Nederlands verzetsstrijder en een bibliofiel uitgever.

## Familie
Mr. W.H.E. baron van der Borch van Verwolde was lid van het oude Lippische adellijke geslacht Van der Borch. Hij was een zoon van burgemeester mr. Willem Henrik Emile baron van der Borch van Verwolde (1882-1969) en diens eerste vrouw Line Voûte, vrouwe van Verwolde (1887-1966) en een kleinzoon van mr. Allard van der Borch van Verwolde (1842-1919).

Andries Bonger (1861-1936) was door het huwelijk met de tante van Van der Borch, Françoise barones van der Borch van Verwolde (1887-1975), zijn aangetrouwde oom. Een andere oom van hem was Marie Paul Voûte (1882-1955), bibliofiel.

## Studie en loopbaan
Van der Borch volgde het Christelijk Lyceum te Zutphen. In 1924-1925 verbleef hij, wegens een longaandoening, in een Zwitsers sanatorium waar hij een Franstalig lyceum kon bezoeken. Na terugkeer naar Nederland vervolgde hij het christelijk lyceum te Zeist; in 1929 behaalde hij het gymnasium-A-examen. Daarna ging hij in Leiden rechten studeren. In zijn studententijd publiceerde Van der Borch gedichten, verhalen, essays en boekbesprekingen in het blad van het corps Virtus Concordia Fides, waarvan hij ook redacteur was. In het poëzietijdschrift Helikon debuteerde hij officieel in 1931 met Sonnet. In 1937 publiceerde hij 'Zeven verzen voor mijn broer Paul' in het tijdschrift Groot Nederland.
Van der Borch begon in die jaren bibliofiele uitgaven te verzamelen en kwam daardoor in contact met uitgever-drukker Alexandre Stols (1900-1973), uitgever van het tijdschrift Helikon waarin hij gedebuteerd was. Zijn oom, Marie-Paul Voûte was eveneens een bibliofiel en verzamelde voornamelijk Franse literatuur. Ook Stols was zeer bekend met de Franse literatuur en was bijvoorbeeld bevriend met Valery Larbaud. Het is waarschijnlijk door zijn oom Voûte en Stols dat Van der Borch ook Franse literatuur ging verzamelen. Bovendien woonde hij in de jaren 1932-1933 in Parijs.

### Uitgever
In deze tijd moet ook het idee bij Van der Borch zijn opgekomen om zelf te gaan uitgeven: werk van door hem geliefde auteurs drukken voor zijn vrienden in een kleine oplage. Hij vroeg daarbij advies aan Stols, maar ook aan John Buckland Wright (1897-1954) die hij in Parijs ontmoet had.
Uiteindelijk liet Van der Borch in de jaren 1932-1933 drie boekjes drukken door Stols. Het eerste was Deux poèmes van Arthur Rimbaud dat de twee gedichten 'L'orgie romaine' en 'Le bateau ivre' bevatte. Het portret van de dichter dat erin werd opgenomen was een houtsnede van Buckland Wright. De oplage bedroeg dertig exemplaren.
Daarna liet Van der Borch het lange gedicht La chanson du mal-aimé van Guillaume Apollinaire drukken. Het was de eerste afzonderlijke uitgave van dit gedicht. Deze uitgave was niet geïllustreerd en werd gedrukt in een oplage van slechts zeven exemplaren.
De derde en laatste opdracht aan Stols betrof de uitgave Dolores van A.C. Swinburne. Deze werd voorzien van elf houtsneden van Buckland Wright. Tijdens het drukken raakte Van der Borch echter in financiële problemen. Hij was gedwongen zijn mooie bibliotheek te verkopen; helaas vanwege de crisistijd werden de boeken verkocht voor erg lage prijzen. De bekende antiquaar Menno Hertzberger veilde de collectie op 9 en 10 mei 1933. Zijn moeder moest helpen om de kosten voor Dolores te betalen; Van der Borch werd tegelijkertijd onder curatele gesteld.
Van der Borch ging vervolgens werken (als volontair) bij uitgever Stols in Maastricht. Hij zette daar onder andere de roman Adolphe van Benjamin Constant die in 88 exemplaren werd gedrukt voor de Compagnie typographique.

### Afstuderen
Inmiddels was Van der Borch tot de slotsom gekomen dat hij moest afstuderen. Hij liet zich inschrijven aan de universiteit van Groningen; in het voorjaar van 1940, net voor het begin van de bezetting, legde hij cum laude het doctoraalexamen af.
In de Groningse jaren was hij in contact gekomen met prof. dr. Herman de la Fontaine Verwey, destijds conservator bij de Universiteitsbibliotheek. Verwey was in 1941 aangesteld als bibliothecaris van de Universiteitsbibliotheek van Amsterdam.

### Oorlogsjaren
In het voorjaar van 1942 benaderde Van der Borch de bibliothecaris Verwey met het verzoek om een baan zodat hij een ausweis kon verkrijgen; er was geen vacature maar Verwey stelde hem aan als volontair en regelde de ausweis. In juni 1942 werd hij niettemin door de bezetters opgepakt, na verraad door een infiltrant; hij bleek voor de Inlichtingendienst gewerkt te hebben. Op zijn verjaardag, 17 mei 1943, werd hij door een 'Feldkriegsgericht' ter dood veroordeeld; het vonnis werd op 20 juli daaropvolgend voltrokken.

### Naleven
Na het overlijden van Van der Borchs moeder werd het restant van zijn bibliotheek geveild op 31 oktober en 1 november 1967, opnieuw bij Hertzberger. In 1979, mede door toedoen van de broer van Van der Borch, Paul baron van der Borch van Verwolde (1911-2004), werden de 33 gedichten van Van der Borch uitgegeven. Als eerbetoon is de toegangsweg naar het kasteel vernoemd naar Emile, de Jonker Emilelaan.

## Uitgaven als uitgever
Arthur Rimbaud, Deux poèmes. 1932. 32 p.
Gedrukt door Boosten & Stols. Gezet uit de letter Janson. Oplage: 30: 2 exemplaren op perkament, 28 deels op antiek japans, deels op handgeschept Barcham Green.
[ Guillaume Apollinaire ], La chanson du mal-aimé. 1932. 25 p.
Gedrukt door Boosten & Stols. Gezet uit de letter Lutetia. Oplage: 7: op Eenhoorn, Van Gelder.
Algernon Charles Swinburne, Dolores. 1933. 44 p.
Gedrukt door Boosten & Stols. Gezet uit de letter Lutetia. Oplage: 80: op japans.